# Francisco de la Torre y Sevil

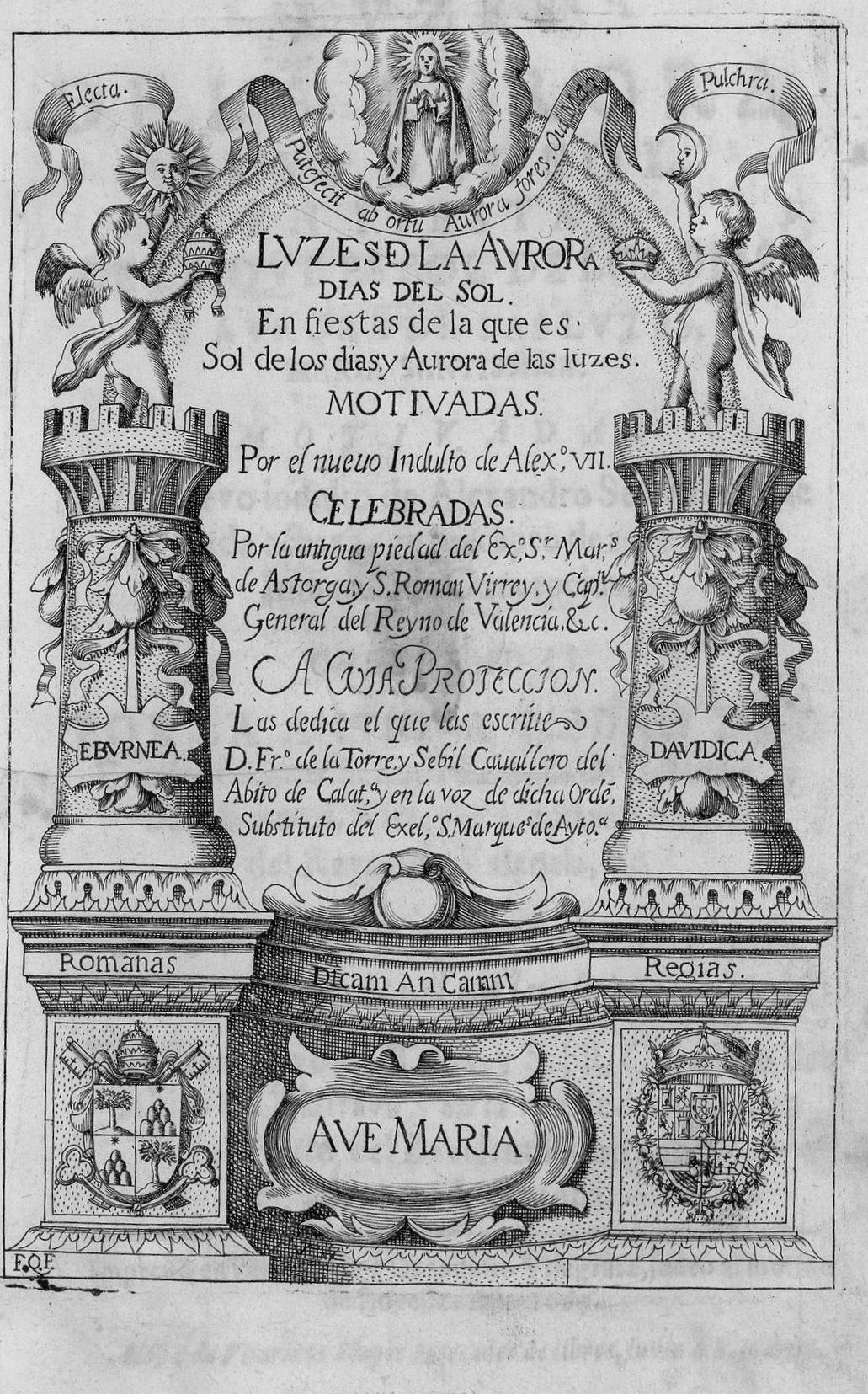
Frontispici de Luzes de la aurora, días de sol, en fiestas de la que es sol de los días y aurora de las luzes, María Santissima motiuadas por el nuevo indulto de Alexandro Séptimo.... Gravat calcogràfic de Francisco Quesádez, València, 1665

Francisco de la Torre y Sevil (Tortosa, 1625-1681) va ser un poeta, dramaturg, traductor i humanista.

## Biografia
De llinatge principalment aragonès amb una branca catalana, era fill del noble Juan de la Torre, de Mont-roig de Tastavins, i de Cordula Sevil, també de llinatge noble, de Tortosa. Va ser cavaller de calatrava i amic de genis aragonesos destacats de la seua època. Va viure a Saragossa, València i a la Cort. La seua primera obra literària coneguda va ser una col·laboració en un Certamen poètic organitzat per Juan Francisco Andrés de Uztarroz amb motiu de l'obertura de càtedres de Filosofia a la Universitat de Saragossa el 1642. Animat per aquesta experiència, també va participar activament en nombroses justes poètiques a València, ciutat amb la qual va estar molt vinculat.
Va reunir gran part de les seues poesies sota el títol Entretenimiento de las musas (1654), dividit en quatre parts que anomena "plats", cadascuna referida a temes sacres, heroics, lírics i burlescos. Va reflectir la seua poètica en una dècima "A la ploma":
Fértil vara, igual pincel, / regla cierta, alto compás, / aguda flecha que das / en el blanco del papel. / Con voz negra, lengua fiel, / índice del discurrir, / si eterna quieres vivir, / bien hiciste en trasladar / todo el aire del volar / al aire del escribir.
Consta que ja estava a València el 1663 i probablement abans, tenint en compte la seua implicació en la vida de la ciutat i la freqüent col·laboració amb els seus càrrecs públics. El 1665 va actuar com a secretari en unes justes amb motiu de la celebració de la Immaculada Concepció. El 1668 va ser distingit com a relator de les Reales fiestas que dispuso la noble, insigne y coronada y siempre leal ciudad de Valencia a honor de la milagrosa imagen de la Virgen de los Desamparados, en la traslación a su nueva suntuosa capilla. El 1669 també va participar com a secretari en una Real Academia... a València, i va contribuir en moltes altres justes poètiques.
Va ser amic de Pedro Calderón de la Barca, Vincencio Juan de Lastanosa i Baltasar Gracián, entre d'altres. Va ser nomenat administrador de l'Orde de Calatrava a les comandes de Bejís i Castell de Castells, i La Fresneda/La Freixneda (Matarranya, Terol) entre 1671 i 1679. Cap al 1670 estava a Madrid per motius de plets, dels quals es dedueix que li agradaven les joies fins al punt de quedar endeutat per elles. Va publicar la primera part de les Agudezas de Juan Owen, traducidas en metro castellano ilustradas con adiciones y notas (Madrid: per Francisco Sanz, Imprenta del Reino, 1674). El 1680 va prendre possessió de la comanda d'Alcanyís i el 1682, en editar-se la segona part de les Agudezas, ja havia mort. El seu principal biògraf, Manuel Alvar, considera que devia morir a finals de 1680 o el 1681.
Segons testimonis de l'època, era menut, baix d'estatura i de tan bon caràcter que era incapaç de dissimular els seus propis errors i faltes. Va cultivar el conceptisme que preconitzava el seu amic Baltasar Gracián, de manera que en el seu estil es poden trobar nombroses agudeses, correlacions i plurimembracions.

## Obres
- Poesia completa: seguida de traduccions d'Horaci i del Petrarca, del Mestre Sánchez Brocense, Fra Luis de León, don Juan de Almeida i Alonso de Espinosa, edició de María Luisa Cerrón Puga, Madrid: Cátedra, 1993.
- Entretenimiento de las musas, en esta baraja nueva de versos, dividida en cuatro platos, de asuntos sacros, heroicos, líricos y burlescos, Juan de Ybar, 1654. Hi ha una edició moderna de Manuel Alvar, 1987.
- Delicias de Apolo: recreaciones del Parnaso por las tres musas, Urania, Euterpe y Calíope; hechas de varias poesías, Juan de Ybar, 1670.
- Reales fiestas que dispuso la noble, insigne y coronada y siempre leal ciudad de Valencia a honor de la milagrosa imagen de la Virgen de los Desamparados, en la traslación a su nueva suntuosa capilla, 1668.
- Traducció de John Owen, Agudezas de Juan Owen, traducidas en metro castellano ilustradas con adiciones y notas (Madrid: per Francisco Sanz, Impremta del Regne, 1674 primera part; ...Segunda parte que contiene el libro llamado uno, con los disticos morales y políticos de M. Verino, etc., José Carlos Garcés y de la Sierra Boyl de Arenós, 1682, la segona).
- El peregrino atlante S. Francisco Xavier, apóstol del Oriente. Epítome histórico y panegírico, València, per Gerónimo Vilagrasa, Impremta de la Ciutat i de la Santa Inquisició, 1670, molt reimprès.
- El descendimiento de la Cruz, comèdia.
- Poesías, edició d'Alonso Zamora Vicente, Madrid: Espasa-Calpe, 1969.
- La justicia y la verdad: comedia de Susana..., 1664.
- La confesión con el demonio: comedia famosa, 1762.
- La batalla de los dos: comedia de San Luis Beltrán. Primera parte de su vida, comèdia manuscrita.
- Luzes de la aurora, días del sol, en fiestas de la que es sol de los días y aurora de las luces, María Santísima: motivadas por el nuevo indulto de Alejandro VII, que concede octava con precepto de rezo de la Inmaculada Concepción..., València: Gerónimo Vilagrasa, al costat del Molí de Rovella, 1665.
- Cinta, o celestial zona de la Virgen de la Cinta, feliz protectora de los partos, venerada en... Tortosa... y ofrecida... a la devoción de... doña María de Benavides..., 1674.
- La Azucena de Etiopía: comedia de fiesta, edició de José Arnal de Bolea i Giovanni Cara, Florència: Alinea, 2006.